# Јан Урбас
Јан Урбас (словен. Jan Urbas — Љубљана, 26. јануар 1989) професионални је словеначки хокејаш на леду који игра на позицијама централног нападача.
Члан је сениорске репрезентације Словеније за коју је на међународној сцени дебитовао на светском првенству 2010. (турнир прве дивизије). Био је део словеначког олимпијског тима на њиховом дебитантском наступу на олимпијском турниру, на ЗОИ 2014. у Сочију.